# Opuntia galapageia
Opuntia galapageia là một loài thực vật thuộc họ Cactaceae. Đây là loài đặc hữu của quần đảo Galapagos (Ecuador). Có ba giống: Opuntia galapageia var. galapageia trên đảo Bartolomé, Santiago và Pinta, Opuntia galapageia var. macrocarpa trên đảo Pinzón và Opuntia galapageia var. profusa trên đảo Rábida.

## Hình ảnh

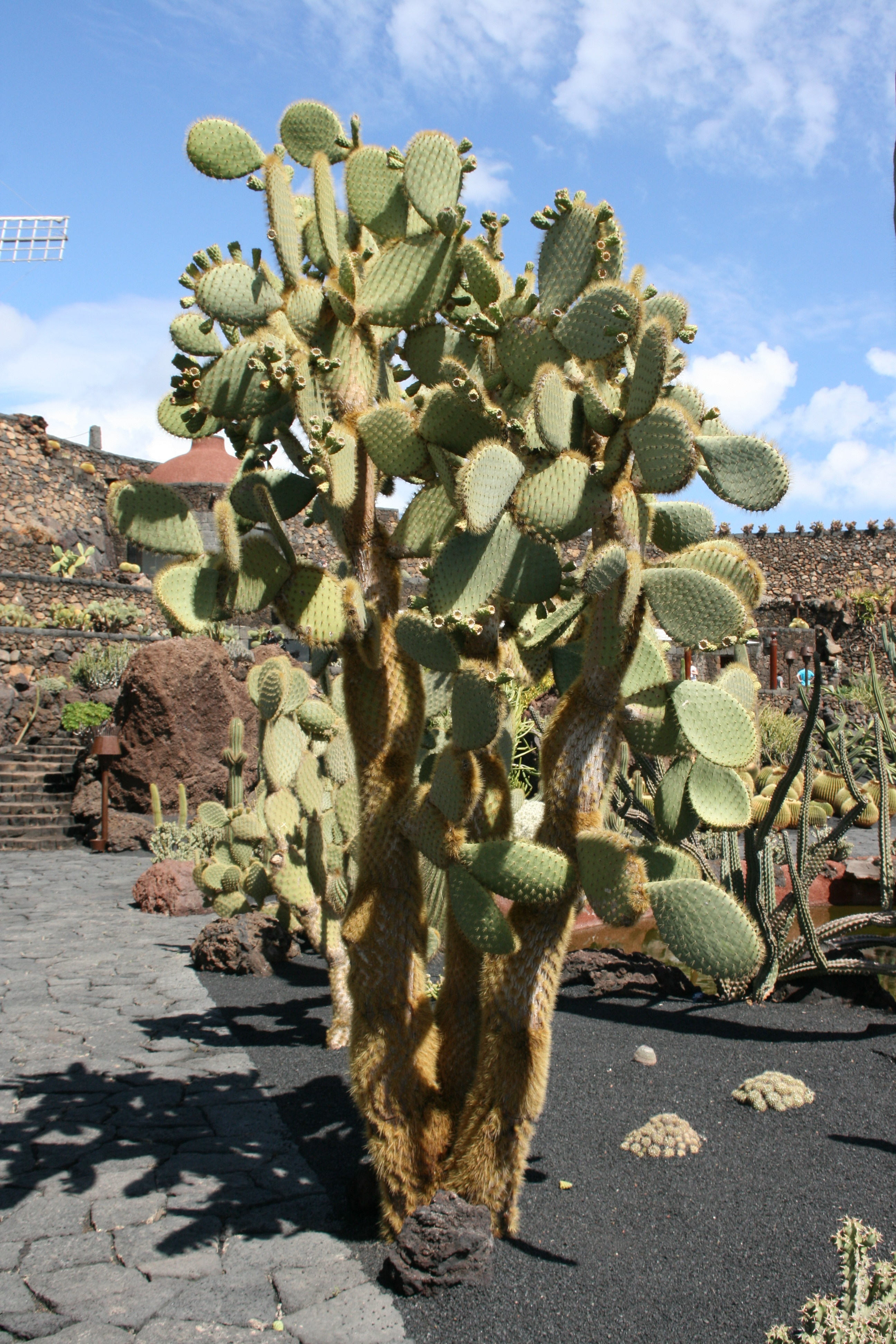
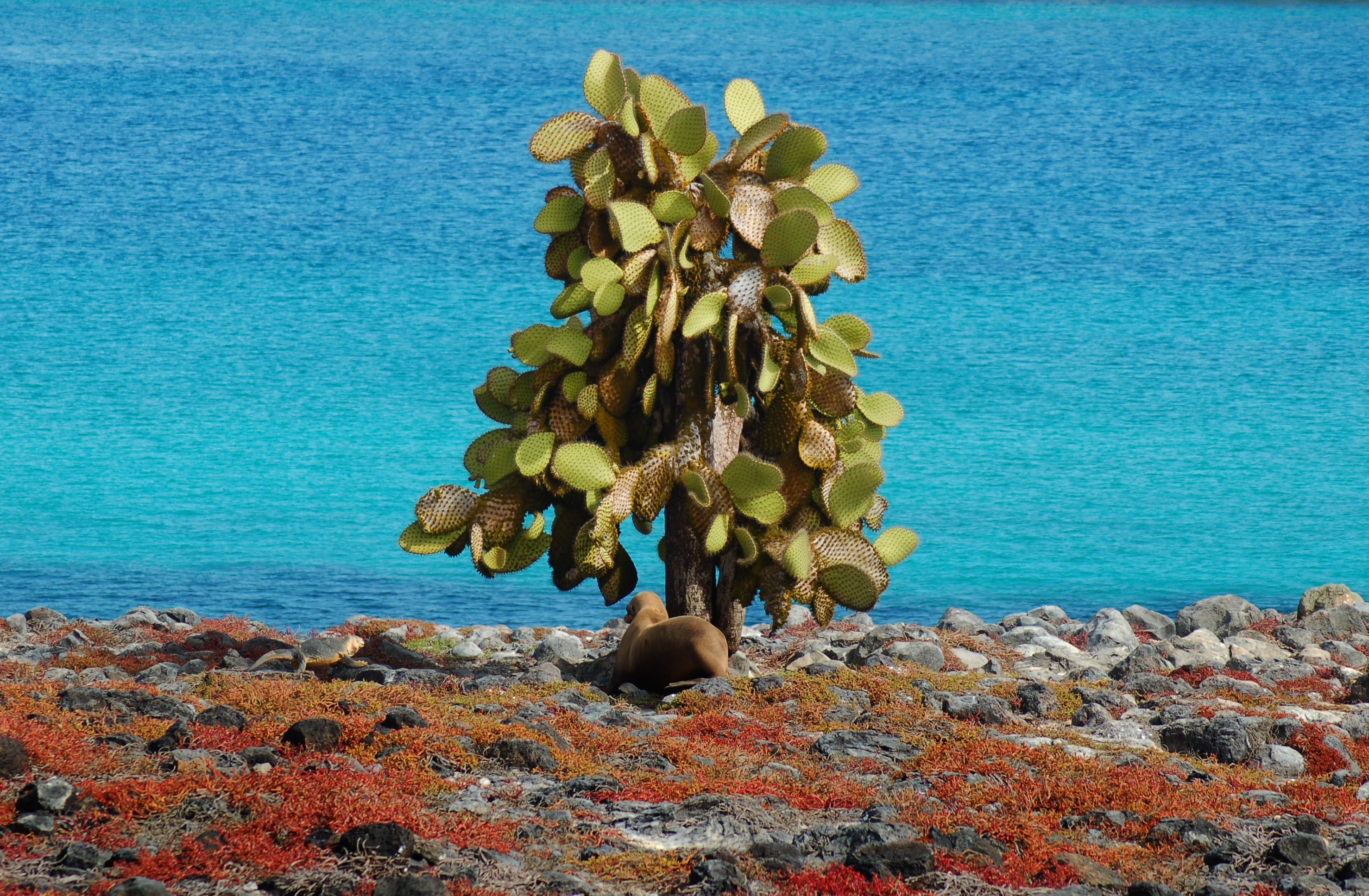
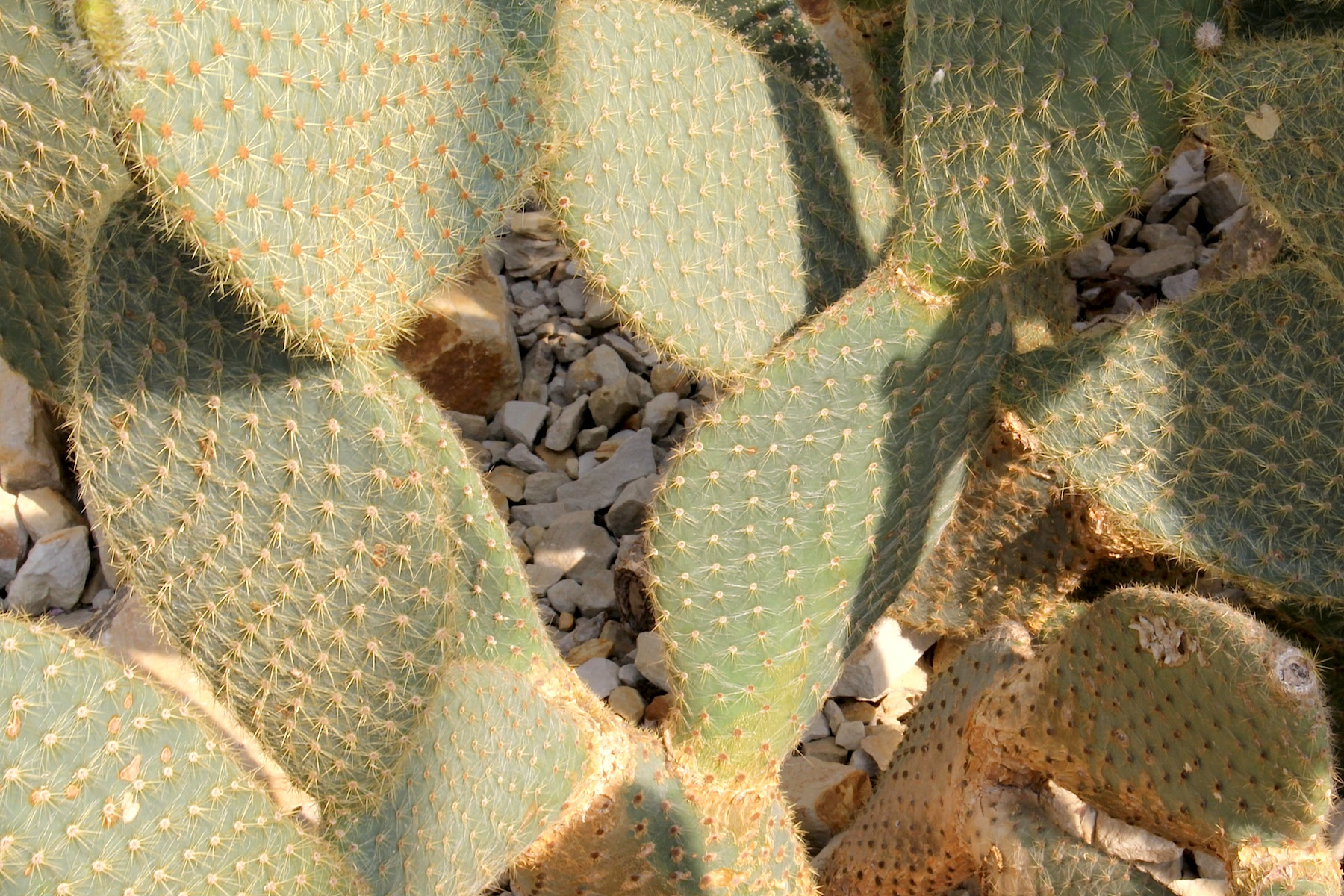
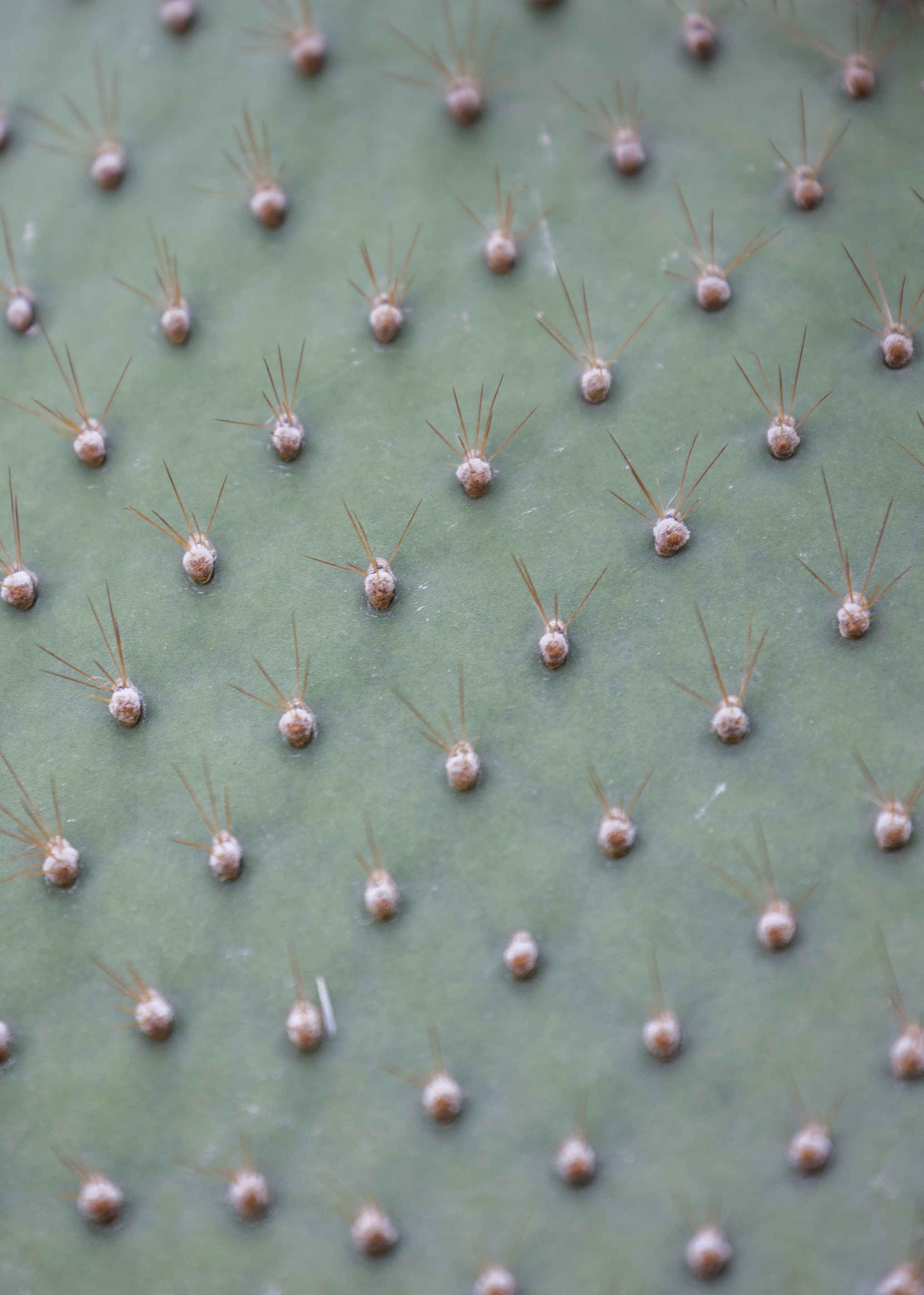